# Israel en los Juegos Olímpicos de Tokio 1964
Israel estuvo representado en los Juegos Olímpicos de Tokio 1964 por diez deportistas, siete hombres y tres mujeres, que compitieron en tres deportes.
El portador de la bandera en la ceremonia de apertura fue el atleta Gideon Ariel. El equipo olímpico israelí no obtuvo ninguna medalla en estos Juegos.